# Matteo Pelucchi
Matteo Pelucchi (Giussano, 21 januari 1989) is een voormalig Italiaans wielrenner. Hij werd in 2011 prof bij Geox-TMC en won meteen de Clásica de Almería. Hij reed verder voor Team Europcar, IAM Cycling, BORA-hansgrohe, Androni Giocattoli-Sidermec, Bardiani-CSF-Faizanè en Team Qhubeka-ASSOS. Pelucchi was een verdienstelijke sprinter en een uiterst matige klimmer.
Pelucchi begon als baanwielrenner en werd bij de junioren Italiaans kampioen op de 1 kilometer en de keirin.

## Belangrijkste overwinningen
2009
2e etappe Ronde van Tenerife
2010
Trofeo Papa' Cervi
2011
Clásica de Almería
2012
5e etappe Vierdaagse van Duinkerke
3e etappe Ronde de l'Oise
Puntenklassement Ronde van de l'Oise
2013
1e etappe Ronde van de Sarthe
Puntenklassment Ronde van de Sarthe
2014
2e etappe Tirreno-Adriatico
2e etappe Ronde van Burgos
2015
Trofeo Santanyí
Trofeo Palma
2e en 3e etappe Ronde van Polen
3e etappe Ronde van Slowakije
2018
3e etappe Ronde van Slovenië
2019
5e en 6e etappe Ronde van Langkawi
3e etappe Ronde van Aragón
3e etappe Ronde van Poitou-Charentes in Nouvelle-Aquitaine
2e en 4e etappe Ronde van het Taihu-meer

## Resultaten in voornaamste wedstrijden
| Jaar | Ronde van Italië | Ronde van Frankrijk | Ronde van Spanje |
| ---- | ---------------- | ------------------- | ---------------- |
| 2011 |                  |                     |                  |
| 2012 |                  |                     |                  |
| 2013 |                  |                     |                  |
| 2014 |                  |                     | opgave           |
| 2015 | opgave           |                     | opgave           |
| 2016 | buiten tijd      |                     |                  |
| 2017 | buiten tijd      |                     |                  |

| Jaar | Milaan-San Remo | Gent-Wevelgem | Parijs-Roubaix | Parijs-Tours | Kuurne-Brussel-Kuurne |  | Wereldranglijsten |
| ---- | --------------- | ------------- | -------------- | ------------ | --------------------- |  | ----------------- |
| 2011 | opgave          |               |                |              |                       |  |                   |
| 2012 |                 |               |                | 86e          |                       |  |                   |
| 2013 |                 | opgave        |                |              |                       |  |                   |
| 2014 | opgave          | opgave        | opgave         |              | 108e                  |  |                   |
| 2015 |                 |               |                |              | 10e                   |  |                   |
| 2016 |                 |               |                |              |                       |  |                   |
| 2017 |                 |               |                |              |                       |  | 359e (UWT)        |

## Ploegen
- 2011 –  Geox-TMC
- 2012 –  Team Europcar
- 2013 –  IAM Cycling
- 2014 –  IAM Cycling
- 2015 –  IAM Cycling
- 2016 –  IAM Cycling
- 2017 –  BORA-hansgrohe
- 2018 –  BORA-hansgrohe
- 2019 –  Androni Giocattoli-Sidermec
- 2020 –  Bardiani-CSF-Faizanè
- 2021 –  Team Qhubeka-ASSOS